# ونشمن
ونشمن (به لاتین: Venneshamn) یک منطقهٔ مسکونی در نروژ است که در Inderøy واقع شده‌است.

## خصوصیات
ونشمن ۳۶ متر بالاتر از سطح دریا واقع شده‌است.